# Kunnathur
Kunnathur là một thị xã panchayat của quận Erode thuộc bang Tamil Nadu, Ấn Độ.

## Nhân khẩu
Theo điều tra dân số năm 2001 của Ấn Độ, Kunnathur có dân số 7031 người. Phái nam chiếm 50% tổng số dân và phái nữ chiếm 50%. Kunnathur có tỷ lệ 72% biết đọc biết viết, cao hơn tỷ lệ trung bình toàn quốc là 59,5%: tỷ lệ cho phái nam là 80%, và tỷ lệ cho phái nữ là 64%. Tại Kunnathur, 9% dân số nhỏ hơn 6 tuổi.